# 298. Infanterie-Division
La 298. Infanterie-Division fu un'unità della Wehrmacht che venne costituita nel febbraio del 1940 durante la Seconda guerra mondiale con soldati provenienti dalla Slesia.
Dopo aver preso parte alla campagna di Francia, la divisione venne trasferita sul fronte orientale assegnata al Gruppo d'armate Sud per partecipare all'operazione Barbarossa. Nell'estate del 1942 entrò a far parte dell'8ª Armata italiana e dovette battere in ritirata insieme alle truppe alleate per sfuggire all'accerchiamento dell'Armata Rossa durante l'operazione Piccolo Saturno. Nel corso della ritirata i soldati della divisione avrebbero tenuto, secondo le testimonianze italiane, un comportamento violento e non cameratesco verso gli alleati dell'Asse.
Dopo aver subito pesanti perdite durante l'inverno del 1942-43, la 298. Infanterie-Division venne sciolta alla fine di marzo del 1943.

## Storia
La 298. Infanterie-Division venne costituita ufficialmente il 6 febbraio 1940 nel Truppenübungsplatz (terreno di manovra per l'addestramento delle truppe) di Neuhammer, all'interno del Wehrkreis VIII, la "regione militare n. 8" che comprendeva la Slesia e i Sudeti con quartier generale a Breslavia; la nuova unità faceva parte della 8ª welle, la cosiddetta ottava ondata di mobilitazione.
La nuova formazione partecipò con compiti secondari di riserva al fall Rot, la seconda fase dell'offensiva tedesca sul fronte occidentale nell'estate 1940; nel corso della agevole avanzata finale raggiunse l'area di Digione e quindi rimase per alcune settimane a Chambéry in compiti di presidio prima di essere ritirata e trasferita alla fine di luglio del 1940 in Polonia insieme al quartier generale della 18ª Armata.
A partire dal 22 giugno 1941 la 298. Infanterie-Division prese parte all'operazione Barbarossa; inquadrata nel Gruppo d'armate Sud, attraversò il fiume Bug e avanzò lungo la direttrice Luc'k-Rivne, prendendo parte ai combattimenti sulla cosiddetta "linea Stalin". Dopo questa prima fase dell'offensiva tedesca in Ucraina, la divisione combatté nel corso della lunga e sanguinosa battaglia di Kiev, prima di avanzare fino alla linea dei fiumi Dnepr e Desna. Durante l'inverno 1941-42 l'Armata Rossa sovietica sferrò, dopo aver bloccato l'offensiva tedesca, una serie di pericolosi contrattacchi che misero in seria difficoltà la Wehrmacht; in questo periodo la 298. Infanterie-Division fu impegnata fino a marzo 1942 in aspri combattimenti difensivi a sud di Char'kov; ulteriori scontri proseguirono fino a giugno e causarono forti perdite alla divisione che venne coinvolta anche nella vittoriosa seconda battaglia di Char'kov.
All'inizio dell'estate del 1942 l'esercito tedesco passò nuovamente all'offensiva nel settore meridionale del Fronte orientale e la 298. infanterie-Divisione venne assegnata alla 17. Armee del Gruppo d'armate A incaricata di attaccare in direzione di Rostov sul Don e aprire la strada per l'irruzione verso il Caucaso. Dopo la conquista di Rostov il 23 luglio 1942, la divisione avanzò verso sud in direzione del fiume Kagal'nik e quindi venne aggregata di rinforzo alle truppe rumene per occupare la penisola di Taman'; i combattimenti in questa zona si prolungarono durante l'estate.

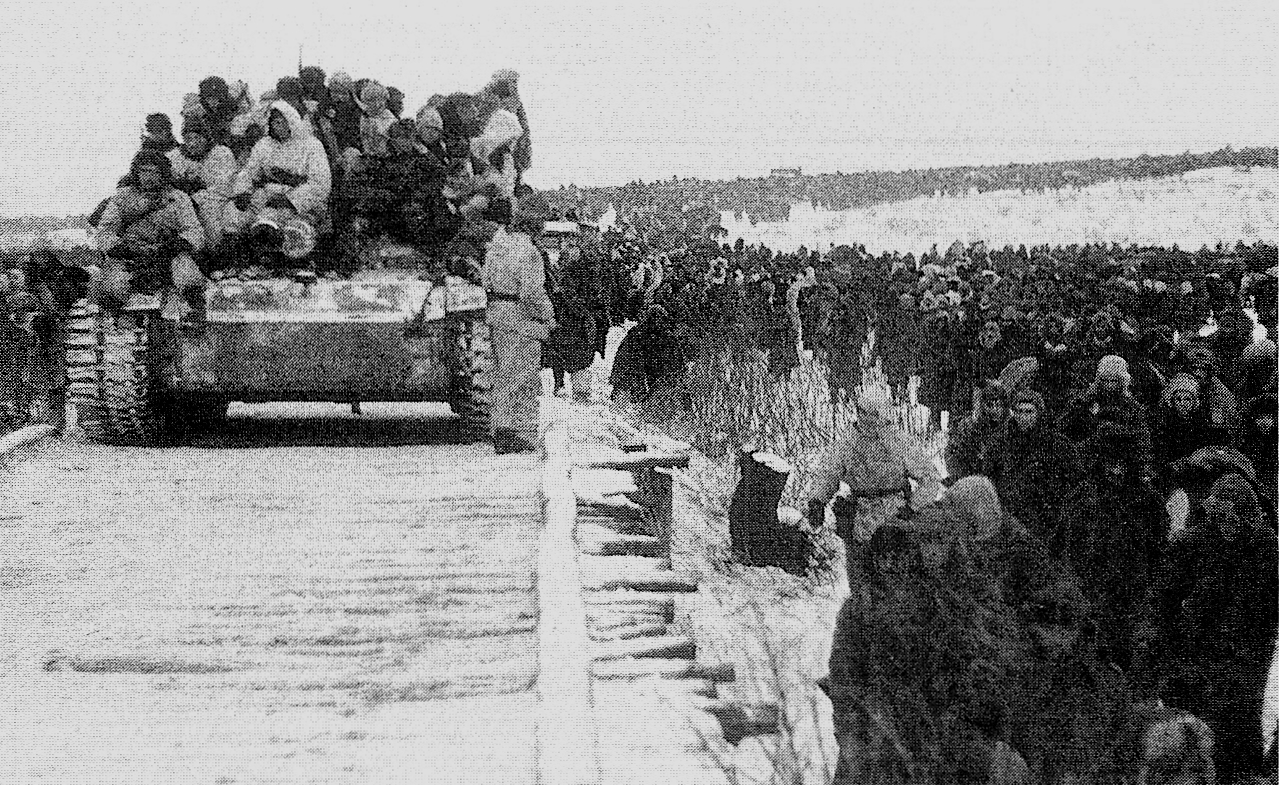
La ritirata italo-tedesca dal fronte del Don nel dicembre 1942.

La divisione venne assegnata nell'autunno del 1942, come elemento di rinforzo (cosiddette "stecche di balena", secondo la terminologia di Adolf Hitler), alla 8ª Armata italiana schierata sulla linea difensiva del medio corso del fiume Don. In realtà, di fronte alle potenti forze meccanizzate dell'Armata Rossa che stavano per passare all'offensiva sul fronte difeso dall'armata italiana, la 298. Infanterie-Division da sola non poteva costituire un rinforzo decisivo, anche se disponeva di un buon numero di cannoni anticarro: 35 pezzi leggeri, 16 medi e 15 pesanti.
Coinvolta nella disastrosa sconfitta delle forze dell'Asse provocata dall'operazione Piccolo Saturno sferrata dall'Armata Rossa a partire dal 16 dicembre 1942, partecipò, insieme alle truppe italiane, alla tragica ritirata invernale per sfuggire all'accerchiamento. La divisione costituì l'elemento più solido ed efficiente della colonna in ritirata; i soldati tedeschi bene equipaggiati e addestrati, contribuirono in modo decisivo alla salvezza di almeno una parte delle truppe dell'Asse travolte dall'offensiva sovietica. La 298. Infanterie-Division, inserita inizialmente nel XXXV Corpo d'armata italiano, batté in ritirata dal fronte del Don verso sud-est in direzione di Millerovo e Čertkovo a partire dal 19 dicembre 1942, insieme alle truppe italiane raggruppate faticosamente nel cosiddetto "blocco nord". La colonna italo-tedesca dovette combattere continuamente per aprirsi un varco attraverso la steppa innevata dove erano in movimento numerose formazioni di fucilieri e mezzi corazzati sovietici. Dal 21 al 25 dicembre 1942 la divisione prese parte insieme al grosso delle truppe italiane alla tragica battaglia di Arbuzovka nel corso della quale la maggior parte delle truppe dell'Asse vennero distrutte; i soldati tedeschi della divisione, sostenuti da alcuni mezzi corazzati del "gruppo Hoffmann" riuscirono infine a sfondare l'accerchiamento, aprendo la strada ai superstiti italiani e proseguendo verso Čertkovo.
I superstiti della divisione non erano ancora al sicuro; anche Čertkovo venne accerchiata dai sovietici e, dopo nuovi aspri combattimenti, i soldati tedeschi nel gennaio del 1943 uscirono dalla cittadina e marciarono verso Kup"jans'k, ma vennero accerchiati per la terza volta tra Ševcenko e Malinovka; finalmente i resti della 298. infanterie-Division superarono l'ultimo sbarramento nemico e raggiunsero Izjum, quindi furono ritirati dietro il Donec e fino a Kremenčug dove ebbero il compito di costituire linee difensive d'emergenza in caso di ulteriore avanzata dell'Armata Rossa. La divisione era completamente logorata dopo la drammatica campagna invernale e l'alto comando della Wehrmacht decise infine lo scioglimento della 298ª divisione nella primavera 1943; i sopravvissuti vennero accorpati nella 387. Infanterie-Division che a sua volta sarebbe stata completamente distrutta nell'agosto del 1944 in Romania.
Nella storiografia italiana, la 298. Infanterie-Division è soprattutto nota perché i suoi soldati si sarebbero comportati brutalmente e con scarso cameratismo verso i militari italiani durante la tragica ritirata di Russia; la divisione viene descritta come "nota in tutto l'esercito tedesco per il suo duro modo di agire", mentre nei documenti ufficiali dei comandi italiani viene descritta come composta da "soldati sassoni...ben noti per la loro durezza anche tra gli stessi tedeschi"; in realtà la divisione non era formata da sassoni ma da slesiani. Nonostante le forti rimostranze espresse apertamente per il comportamento dei soldati tedeschi della divisione durante la ritirata, il generale Roberto Lerici, comandante della divisione "Torino", dovette ammettere peraltro il valore combattivo degli alleati e giunse al punto di proporre un'alta decorazione al valore per il colonnello Herbert Michaelis, comandante della 298. Infanterie-Division durante la ritirata, per "abilità manovriera" e "audacia consapevole", dimostrate sul campo.

## Teatri d'operazione
- Germania: febbraio-giugno 1940
- Campagna di Francia : giugno-luglio 1940
- Polonia: luglio 1940-giugno 1941
- Fronte orientale, settore sud: giugno 1941-marzo 1943

## Ordine di battaglia
- Infanterie-Regiment 525
- Infanterie-Regiment 526
- Infanterie-Regiment 527
- Artillerie-Regiment 298
  - I. Abteilung
  - II. Abteilung
  - III. Abteilung
  - IV. Abteilung
- Pionier-Bataillon 298
- Panzerjäger-Abteilung 298
- Aufklärungs-Abteilung 298
- Nachrichten-Abteilung 298
- Nachschubstruppen
- Divisionseinheiten 298

## Decorazioni
Alcuni membri della divisione ricevettero decorazioni per atti di valore in combattimento:
- Croce tedesca
  - in Oro: 19
- Croce di cavaliere della croce di ferro
  - 7

## Comandanti
- General der Infanterie Walther Graeßner: 6 febbraio 1940-1º gennaio 1942
- Generalleutnant Arnold Szelinski: 1º gennaio 1942-27 dicembre 1942
- Generalmajor Herbert Michälis: 27 dicembre 1942-20 marzo 1943